# Унур (Волзький район)
Уну́р (рос. Унур, марій. Унур) — хутір у складі Волзького району Марій Ел, Росія. Входить до складу Помарського сільського поселення.

## Населення
Населення — 1 особа (2010; 3 у 2002).
Національний склад (станом на 2002 рік):
- росіяни — 67 %
- марі — 33 %